# Lobophytum
Lobophytum es un género de corales que pertenece a la familia Alcyoniidae, del orden Alcyonacea.
Este género se enmarca en los corales blandos, así denominados porque, al contrario de los corales duros del orden Scleractinia, no generan un esqueleto de carbonato cálcico, por lo que no son generadores de arrecife.
Su nombre común en inglés es "finger leather coral", coral dedo de cuero, debido a las formas que presentan sus colonias, similares a dedos.

## Especies
El Registro Mundial de Especies Marinas acepta las siguientes especies:
| - Lobophytum altum. Tixier-Durivault, 1956 - Lobophytum anomolum. Li, 1984 - Lobophytum batarum. Moser, 1919 - Lobophytum borbonicum. von Marenzeller, 1886 - Lobophytum caputospiculatum. Li, 1984 - Lobophytum catalai. Tixier-Durivault, 1957 - Lobophytum compactum. Tixier-Durivault, 1956 - Lobophytum crassodigitum. Li, 1984 - Lobophytum crassospiculatum. (Moser, 1919) - Lobophytum crassum. von Marenzeller, 1886 - Lobophytum crebliplicatum. von Marenzeller, 1886 - Lobophytum cristagalli. von Marenzeller, 1886 - Lobophytum cristatum. Tixier-Durivault, 1970 - Lobophytum cryptocormum. Verseveldt & Tursch, 1979 - Lobophytum delectum. Tixier-Durivault, 1966 - Lobophytum densum. Tixier-Durivault, 1970 - Lobophytum denticulatum. Tixier-Durivault, 1956 - Lobophytum depressum. Tixier-Durivault, 1966 - Lobophytum durum. Tixier-Durivault, 1956 - Lobophytum gazellae. Moser, 1919 - Lobophytum hapalolobatum. Verseveldt, 1983 - Lobophytum hirsutum. Tixier-Durivault, 1956 - Lobophytum ignotum. Tixier-Durivault, 1956 - Lobophytum irregulare. Tixier-Durivault, 1970 - Lobophytum jaeckeli. Tixier-Durivault, 1956 - Lobophytum jasparsi. van Ofwegen, 1999 - Lobophytum laevigatum. Tixier-Durivault, 1956 - Lobophytum lamarcki. Tixier-Durivault, 1956 - Lobophytum latilobatum. Verseveldt, 1971 - Lobophytum legitimum. Tixier-Durivault, 1970 - Lobophytum lighti. Moser, 1919 | - Lobophytum longispiculatum. Li, 1984 - Lobophytum meandriforme. Tixier-Durivault, 1956 - Lobophytum michaelae. Tixier-Durivault, 1956 - Lobophytum microlobulatum. Tixier-Durivault, 1970 - Lobophytum microspiculatum. Tixier-Durivault, 1956 - Lobophytum mirabile. Tixier-Durivault, 1956 - Lobophytum mortoni. Benayahu & van Ofwegen, 2009 - Lobophytum oligoverrucum. Li, 1984 - Lobophytum patulum. Tixier-Durivault, 1956 - Lobophytum pauciflorum. (Ehrenberg, 1834) - Lobophytum planum. Tixier-Durivault, 1970 - Lobophytum proprium. (Tixier-Durivault, 1970) - Lobophytum prostratum. Verseveldt & Benayahu, 1983 - Lobophytum pusillum. Tixier-Durivault, 1970 - Lobophytum pygmapedium. Li, 1984 - Lobophytum ransoni. Tixier-Durivault, 1957 - Lobophytum rigidum. Benayahu, 1995 - Lobophytum rotundum. Tixier-Durivault, 1957 - Lobophytum salvati. Tixier-Durivault, 1970 - Lobophytum sarcophytoides. Moser, 1919 - Lobophytum schoedei. Moser, 1919 - Lobophytum solidum. Tixier-Durivault, 1970 - Lobophytum spicodigitum. Li, 1984 - Lobophytum strictum. Tixier-Durivault, 1957 - Lobophytum tecticum. Alderslade & Shirwaiker, 1991 - Lobophytum variatum. Tixier-Durivault, 1957 - Lobophytum varium. Tixier-Durivault, 1970 - Lobophytum venustum. Tixier-Durivault, 1957 - Lobophytum verrucosum. Li, 1984 - Lobophytum verum. Tixier-Durivault, 1970 |

## Morfología
La colonia tiene una "piel" gruesa, de aspecto carnoso, conformando una plataforma de la que surgen proyecciones lobuladas, que recuerdan a dedos humanos.  Tienen dos tipos de pólipo, unos con el aspecto habitual de los octocorales, los autozoides, que pueden retraerse por completo una vez que cumplen con su función de atrapar plancton; los otros, los sifonozoides, son pequeños y muy numerosos, posados entre los autozoides, y, cuya misión es garantizar la circulación de agua en la colonia coralina. 
Su coloración puede ir desde el rosado hasta el marrón claro, amarillo o verde.
Como todos los corales del orden Alcyonacea, su tejido contiene espículas calcáreas para proporcionar al tejido del animal tersura y consistencia, a falta de esqueleto.
Este coral muda la piel periódicamente. Primeramente repliega totalmente sus pólipos, después, se desprende parcialmente de una delgada capa de piel, que en un par de días libera, a porciones, por completo, llevándose los sedimentos y microbacterias que contuviera.

## Hábitat y distribución
Habita tanto en aguas superficiales, expuesto a las mareas, que cuando lo exponen al aire provocan que expulse gran parte del agua marina y cambien de forma, como en profundidades de hasta 87 m. Viven en los bordes y las lagunas del arrecife. Normalmente anclados en rocas y corales muertos. Su rango de temperatura es entre 24.09 y 28.95 °C.
Se les encuentra en el océano Indo-Pacífico, desde las costas orientales africanas, el mar Rojo, Seychelles, Maldivas, Sri Lanka, India, Indonesia, China, Filipinas, Nueva Guinea, Palaos, Australia, y hasta Hawái, incluyendo el resto de islas del Pacífico central.

## Alimentación
Los Lobophytum contienen gran cantidad de algas simbióticas (mutualistas:ambos organismos se benefician de la relación) llamadas zooxantelas. De ahí su aspecto y color cuero. Las algas realizan la fotosíntesis produciendo oxígeno y azúcares, que son aprovechados por los corales, y se alimentan de los catabolitos del coral(especialmente fósforo y nitrógeno). No obstante, se alimentan, tanto de los productos que generan estas algas (entre un 75 y un 90 %), como de las presas de plancton, que capturan ayudados de los tentáculos de sus pólipos autozoides.

## Reproducción
Hay colonias macho o hembra, y no cambian de sexo. Tardan en alcanzar la madurez sexual de uno a dos años. La fertilización es externa y ocurre entre junio y agosto. 
Los óvulos fertilizados evolucionan a larva y deambulan por la columna de agua unos días. Posteriormente, se fijan al sustrato y se convierten en pólipo, reproduciéndose asexualmente y conformando la colonia coralina.
La reproducción asexual se da por brotes y por esquejes. Es un coral con una alta tasa de reproducción.

## Mantenimiento
Es un coral resistente en cautividad. Prefiere iluminación y corriente moderadas. Compite por el espacio con otros corales secretando sustancias químicas tóxicas (terpenoides), que inhiben su desarrollo. De hecho, se ha reportado que su proximidad a corales duros impide el crecimiento de estos.

## Galería

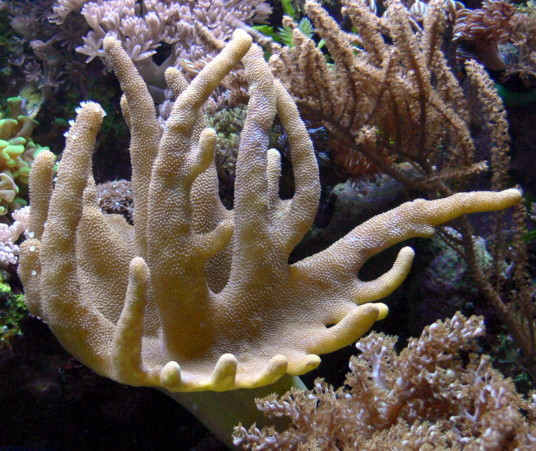
Lobophytum con los pólipos autozoides retraidos
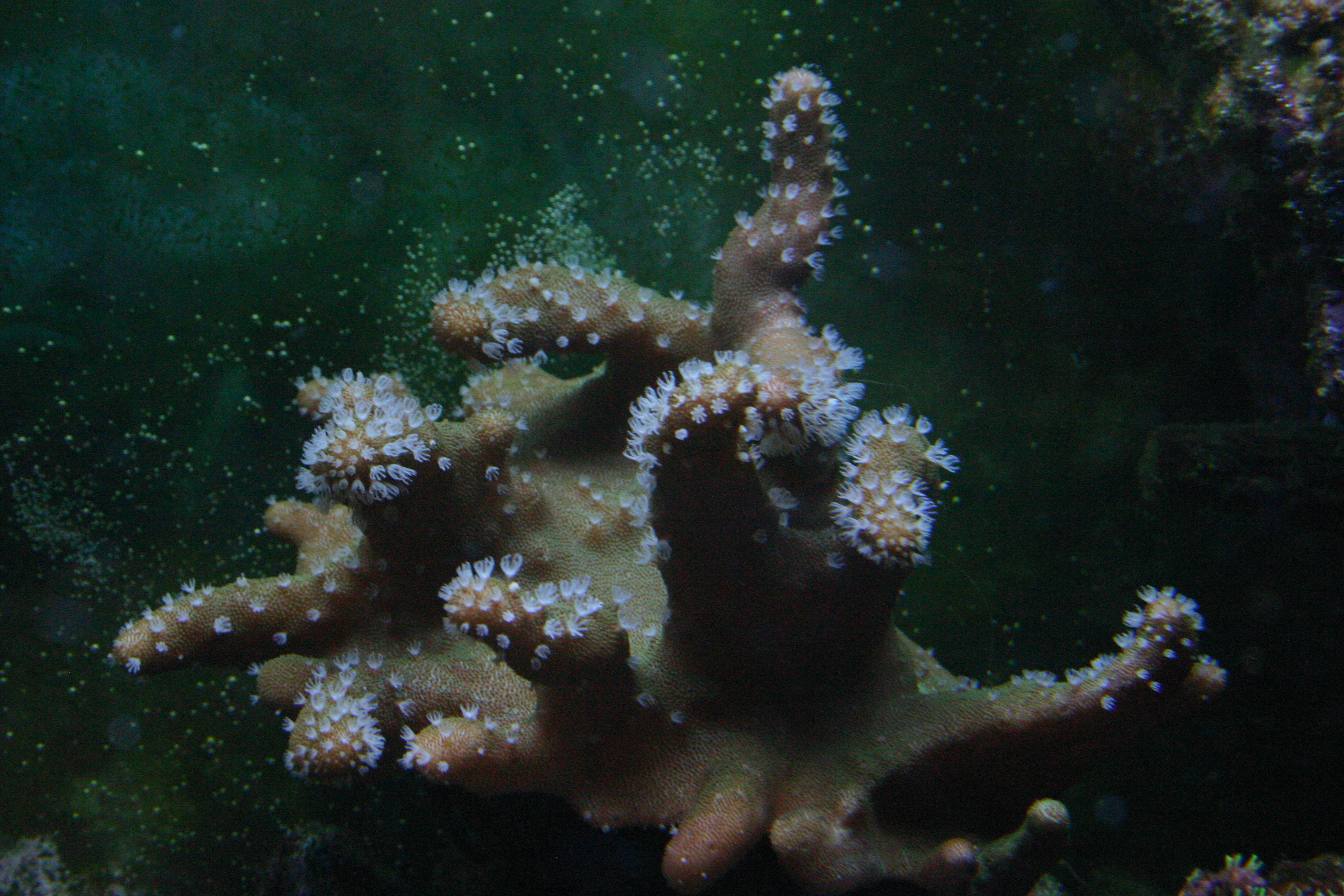
Lobophytum con los pólipos autozoides expandidos
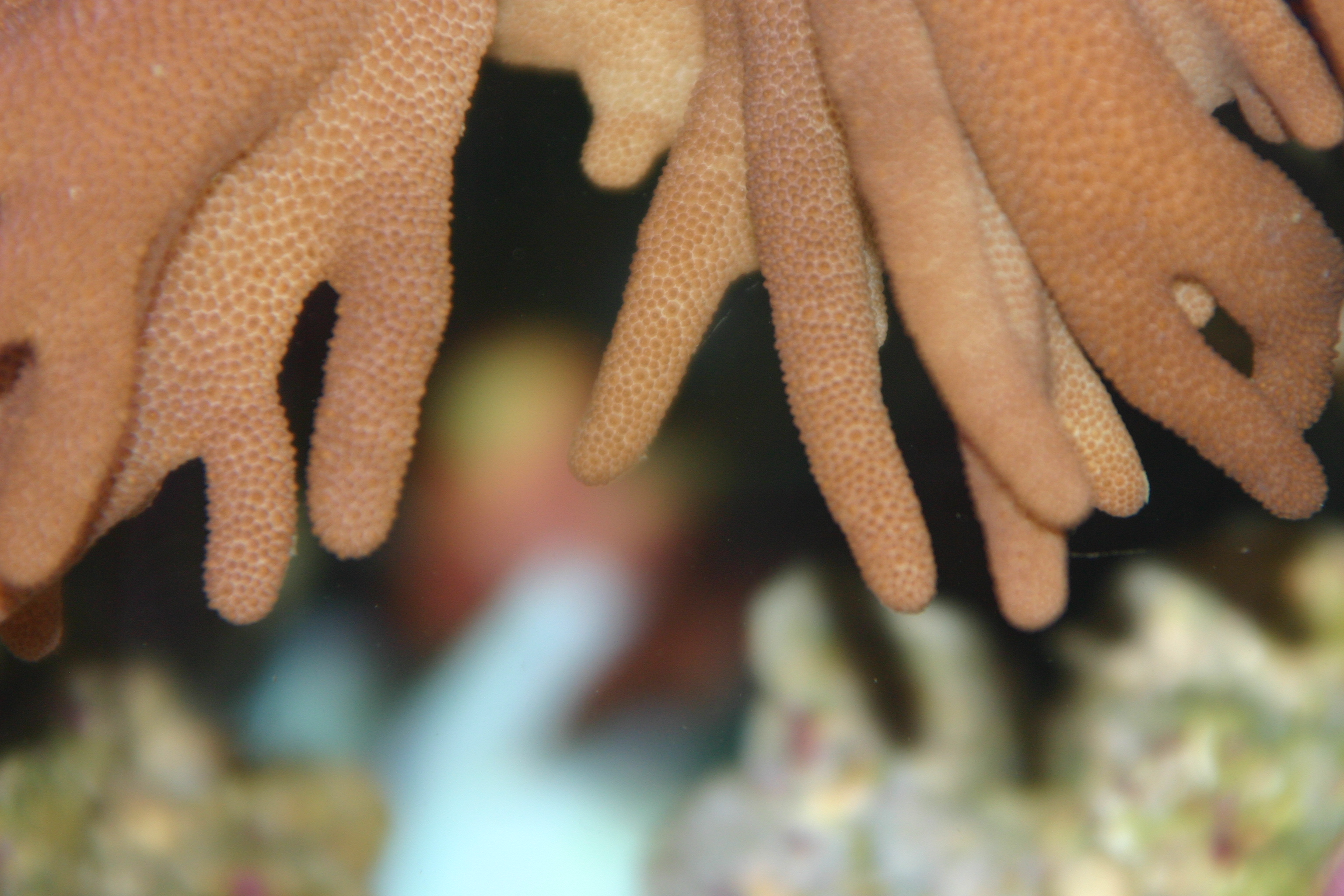
Aspecto de los pólipos sifonozoides del Lobophytum
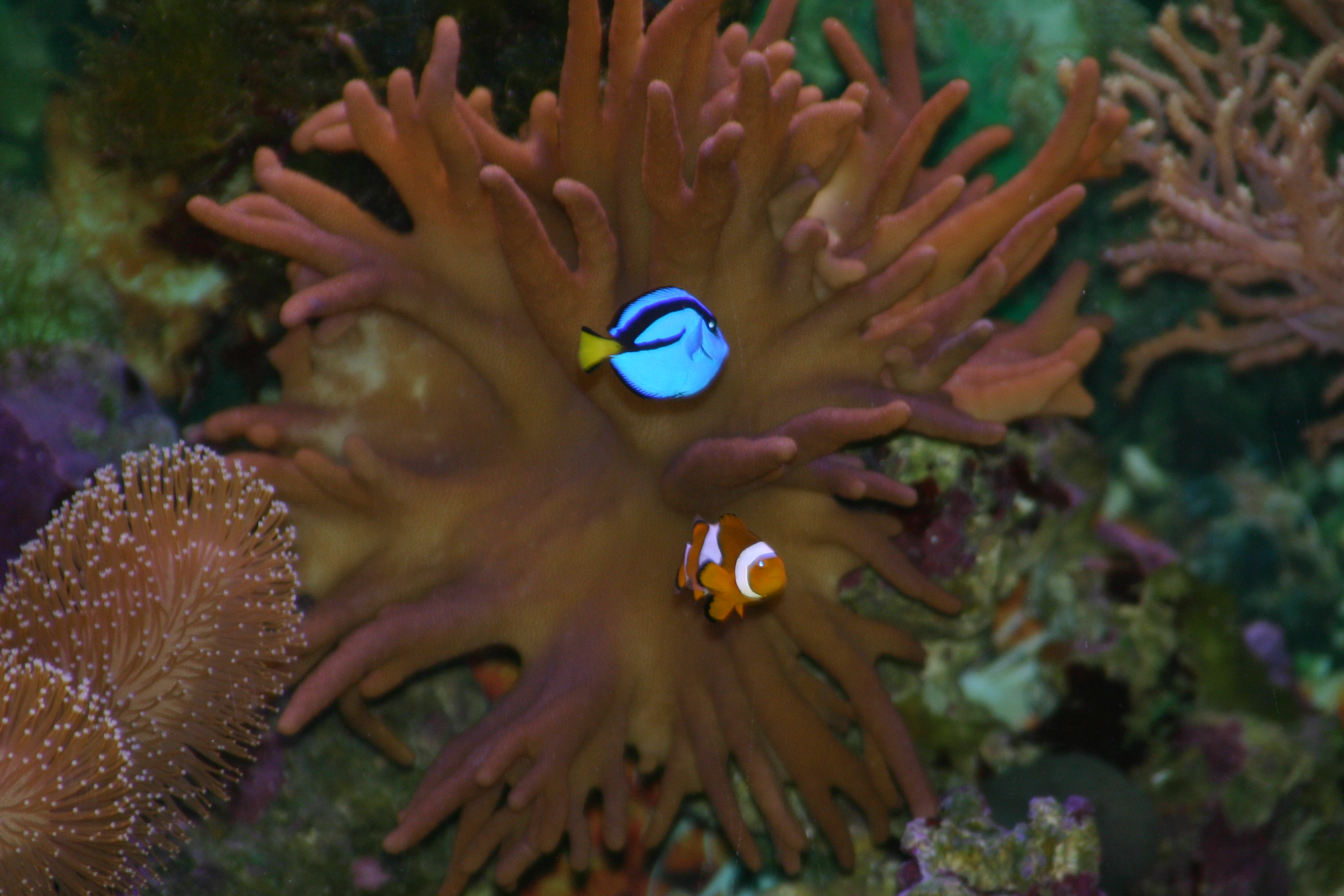
Lobophytum, en el centro, en acuario
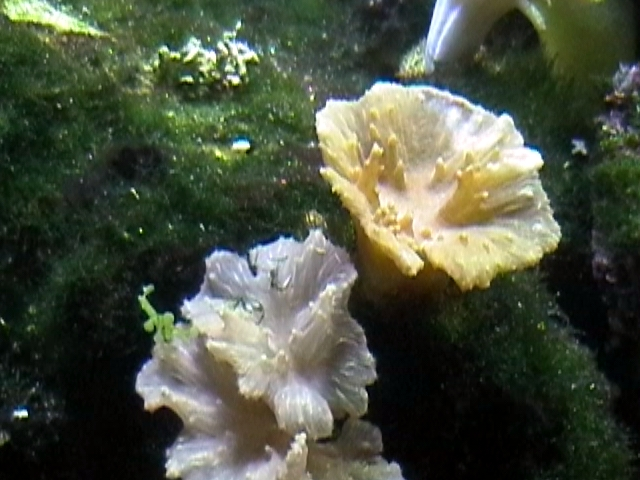
Lobophytum crassum